# سلطان الهاجري
سلطان بن وسام بن محمد الهاجري من مواليد الشرقية عام 1379هـ. هو شاعر محاورة ونبطي سعودي.

## سيرته
برز الهاجري إعلاميا في عام 1410هـ في دولة الكويت ، عقبها الكثير من المحاورات مع الكثير من الشّعراء العمالقة مثل مطلق الثبيتي وصياف الحربي وجار الله السواط وفيصل الرياحي وسعد بن جدلان وعبد الله العير ونواف العازمي ورشيد الزلامي وعبد الله بن شايق رحمهم الله ،و عيد بن مربح ومستور العصيمي وحبيب العازمي وغيرهم من المبدعين ولانه لم تأخذه تيّارات الغرور أو أعاصير الكبر والعنجهية تجاه زملائه الشّعراء فقد استطاع أن يكسب احترام وود جميع اخوانه الشّعراء سواءً من الجيل السّابق أو من الجيل الحالي .

## أعماله الأدبية
كان سلطان الهاجري عضو لجنة تحكيم في برنامج شاعر المعنى الذي يقام في قناة الساحة من النسخة الأولى وحتى النسخة الرابعة، برفقة الشاعرين رشيد الزلامي وفيصل الرياحي في النسخة الأولى، والشاعرين محمد السناني ورشيد الزلامي في النسخ الثانية والثالثة والرابعة .

## نجاته من حادث مروري
نجا سلطان الهاجري من موت محقق،في حادث سير وذلك أثناء طريقه إلى الرياض من المنطقة الشرقية. حيث أُصيب بكسر مضاعف بيده اليمنى ورضوض متفرقة في جسمه. ونجا بعد عملية اجريت له في أحد المستشفيات الخاصة شمال الرياض 